# 레지옹 도뇌르 훈장 수훈자 명단
다음은 레지옹 도뇌르 훈장 수훈자 명단이다.
레지옹 도뇌르 훈장은 프랑스의 최고 훈장으로 5등급으로 구성되어 있다.
- 1등급 - 레지옹 도뇌르 그랑크루아(Légion d'Honneur Grand-Croix)
- 2등급 - 레지옹 도뇌르 그랑도피시에(Légion d'Honneur Grand Officier)
- 3등급 - 레지옹 도뇌르 코망되르(Légion d'Honneur Commandeur)
- 4등급 - 레지옹 도뇌르 오피시에(Légion d'Honneur Officier)
- 5등급 - 레지옹 도뇌르 슈발리에(Légion d'Honneur Chevalier)

## 대한민국의 수훈자
아래는 출처가 첨부되어 훈장의 등급 확인이 가능한 수훈자의 명단이다.

문예공로훈장(Ordre des Arts et des Lettres) 수훈자의 명단이 아니므로, 정확한 확인 후 추가 바랍니다.

### 그랑도피시에
- 1990년 조중훈(전 한진그룹 회장 · 대한항공 대표이사 회장)[깨진 링크(과거 내용 찾기)]
- 2015년 조양호(전 한진그룹 회장 · 대한항공 대표이사 회장)
- 2015년 이혜민(전 주불 대사, 전 서울대 국제대학원 겸임교수)
- 2016년 반기문(제8대 유엔 사무총장, 전 외교통상부 장관)

### 코망되르
- 1990년 박태준(포스코 명예회장, 제32대 대한민국 국무총리)[깨진 링크(과거 내용 찾기)]
- 1996년 김우중(전 대우그룹 회장)
- 2004년 이건희(삼성전자 회장)
- 2016년 박삼구(전 금호아시아나그룹 회장)
- 2024년 이현국  김상일

### 오피시에
- 2005년 김영옥(재미교포 참전용사)
- 2005년 고홍식(삼성토탈 고문, 전 대표이사 사장)
- 2006년 서경배(아모레퍼시픽그룹 대표이사 회장)
- 2006년 이창동(한국예술종합학교 영상원 영화과 교수, 전 문화관광부 장관)
- 2007년 정해주(전 통상산업부 장관 · 진주산업대학교 총장 · 한국항공우주산업진흥협회 회장)
- 2007년 신동빈(롯데그룹 회장)
- 2022년 송영길(국회의원, 전 인천광역시 시장)

### 슈발리에
. 1992.박재선 (전 외교부 대사)
- 1992년 정명훈(전 서울시립교향악단 예술감독 겸 상임지휘자)
- 2002년 조남호(전 서울특별시 서초구 구청장)
- 2003년 박용성(두산중공업 회장, 전 대한체육회 회장)
- 2003년 최정화(한국이미지커뮤니케이션연구원 이사장, 한국외국어대학교 통역번역대학원 교수)
- 2006년 홍성일(GNC미디어 대표이사, 한국미술저작권관리협회 회장)
- 2007년 나도선(전 한국과학문화재단 이사장)
- 2007년 이우환(미술가, 일본 다마 미술대학 교수)
- 2007년 임권택(영화감독, 동서대학교 임권택영화영상예술대학 석좌교수)
- 2008년 김종신(전 한국수력원자력 사장)
- 2008년 김홍남(이화여자대학교대학원 미술사학과 교수, 전 국립중앙박물관 관장)
- 2011년 오정석(전 육군 제2군단 군단장)
- 2014년 정태영(현대카드 · 현대캐피탈 · 현대커머셜 부회장)
- 2014년 김형수(프랑스 명예영사, 고은문화재단 이사장)
- 2017년 신창재(교보생명보험 대표이사 회장)